# Funkstationen in Deutsch-Südwestafrika

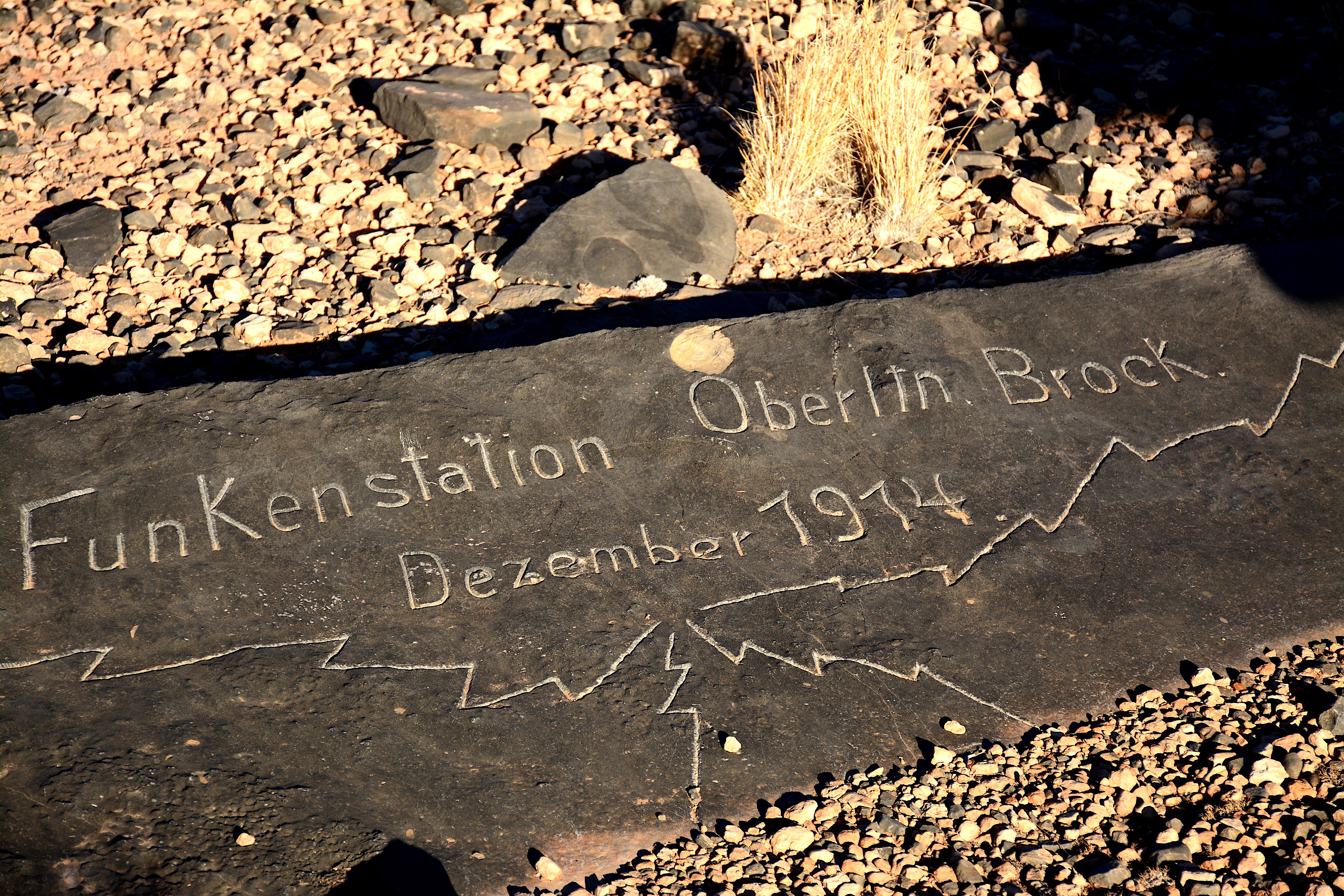
Gedenkstein an die „Funkenstation“ auf Farm Aar bei Aus (2015)

Die Funkstationen in Deutsch-Südwestafrika (heute Namibia) ermöglichten die Kommunikation mit dem Deutschen Reich (heute Deutschland), deutschen Hochseeschiffen und die Kommunikation zwischen strategischen Punkten innerhalb des Landes sowie teilweise zu anderen deutschen Kolonien in Afrika. Zu jener Zeit nannte man die Anlagen auch Funkenstation.

## Geschichte
Am 13. März 1914 konnte von der Großfunkstelle Nauen  bei Berlin erstmals die Funkstation Windhoek in Deutsch-Südwestafrika erreicht werden.  Die Einführung der zivilen Funk-Telegraphie bedeutete für die Verbindung zwischen dem Deutschen Reich und seiner größten Kolonie großen Fortschritt. Die Nachricht über den Ausbruch des Ersten Weltkrieges erreichte Windhoek am 2. August  1914 über die Funkstation Kamina der Deutschen Kolonie Togo – im heutigen Togo – aus der Reichshauptstadt. Für das Schutzgebiet bedeutete dies die Mobilmachung der Schutztruppe. Im Verlaufe der Kriegsereignisse marschierten die Truppen der Südafrikanischen Union in Deutsch-Südwestafrika ein. Dabei besetzten sie die Großfunkstation Windhoek und die Küstenfunkstationen Swakopmund und Lüderitzbucht, Lüderitz sowie später die Ausweichstationen Aus und Tsumeb.
Die Funkstationen, es waren dies zu jener Zeit Löschfunkensender, wurden auf Wellenlängen zwischen 300 und 4500 Metern betrieben. Sie lagen somit im Bereich der Mittelwellen und Langwellen. Kürzere Wellenlängen beziehungsweise höhere Frequenzen konnten vor und zu Beginn des Ersten Weltkrieges technisch noch nicht realisiert werden. Erst in den Jahren danach wurde es technisch möglich, mit den für die Überbrückung von großen Distanzen besser geeigneten Kurzwellen zu funken. Das Betreiben von Sende- und Empfangsanlagen auf Mittel- und Langwelle bedingt Antennenanlagen von relativ großer Ausdehnung und großen Masthöhen. Für den Betrieb der Funkstationen in Deutsch-Südwestafrika wurden T-Antennen eingesetzt.

## Großfunkstelle Windhoek
Die Großfunkstelle in Windhoek sollte hauptsächlich den Verkehr mit der Funkstation in Kamina sowie mit der Station Nauen bei Berlin sicherstellen. Während Kamina noch vor dem Ausbruch des Ersten Weltkrieges fertiggestellt war, ging die Großfunkstation Windhoek erst einige Tage nach Kriegsbeginn in Betrieb. Der direkte Funkkontakt zwischen dem Deutschen Reich und der Großfunkstation Windhoek stellte einen technischen Rekord dar. Mit der Funkspruchverbindung Nauen – Windhoek hatte der deutsche Telefunkbetrieb Mitte März 1914 eine wesentlich größere Entfernung als die Strecke Nauen – New York überbrückt. Windhoek liegt von Nauen 8350 km entfernt. Die Distanz Nauen – New York beträgt 6360 km. Die Verbindung nach Nauen konnte aber nur sporadisch aufgebaut werden.
Die Großfunkstelle wurde auf den Bergen etwa 30 bis 40 m über Windhoek aufgebaut. Der erste der fünf geplanten Türme konnte in der ersten Dezemberwoche 1913 fertiggestellt werden. Er war 120 m hoch. Aufgrund technischer Probleme, die sich in der Folgezeit zeigten, rechnete man mit der vollständigen Fertigstellung der Anlage im März 1914.
Auch die britische Regierung war über die Errichtung dieser Station informiert. Bereits am 24. Dezember 1913 berichtete der Konsul des britischen Konsulates in Lüderitzbucht an das Außenministerium in London:

„Sir, I have the honour to inform you that a wireless telegraphy station is in course of erection in Windhuk. The station is designed to establish direct communication with Nauen in Germany and it is expected that the new service will be in full working order by the 15th May 1914.“

Bei Ausbruch des Krieges schützten zwei Kompanien der Rehoboth Baster die Großfunkstation. Ab diesem Zeitpunkt wurde die Station nur noch für militärische Zwecke genutzt. Die Station war nicht immer einsatzfähig und konnte erst nach dem 5. August mit der Funkstation Kamina (Deutsche Kolonie Togo) und Daressalam (Deutsch-Ostafrika) in Funkkontakt treten. Auch der deutsche Kreuzer Königsberg wurde auf diesem Wege über die Geschehnisse informiert. Für die Funkstation in Windhoek war die Station in Kamina die wichtigste Verbindung. Einen direkten Funkkontakt zum Deutschen Reich aufzubauen war nur selten möglich. Die Station in Kamina wurde am 26. August 1914 durch die abziehenden deutschen Truppen gesprengt. Mit dem Anmarsch der Unionstruppen nach Windhoek beschloss man, Teile der Großfunkstation Windhoek nach Tsumeb zu verlegen. Überreste der Funkstation Windhoek sind bis heute (2022) auf dem freien Gelände  nördlich der Universität von Namibia sichtbar.

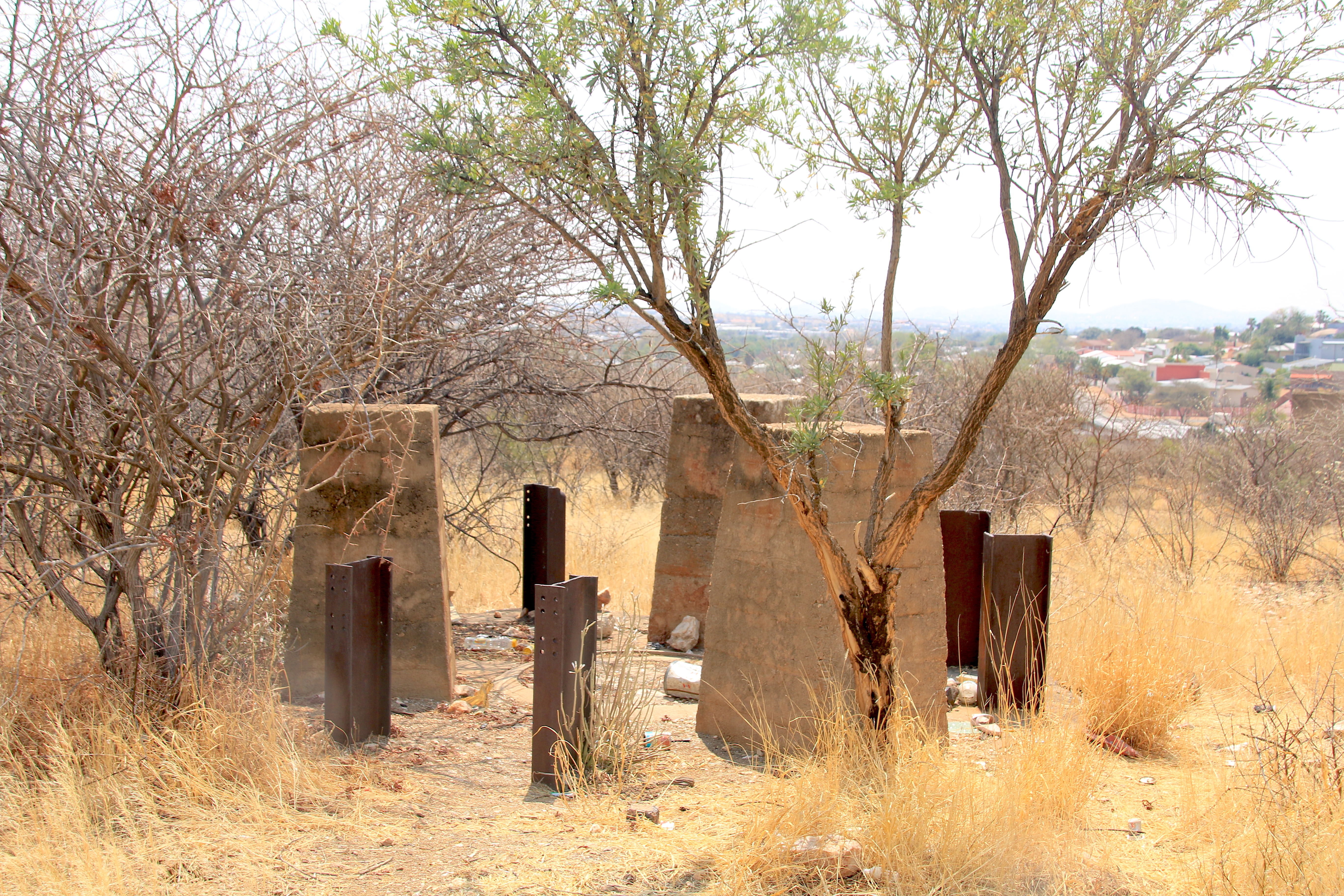
Antennenbasis des Funkturmes in Windhoek (2022 noch sichtbar)
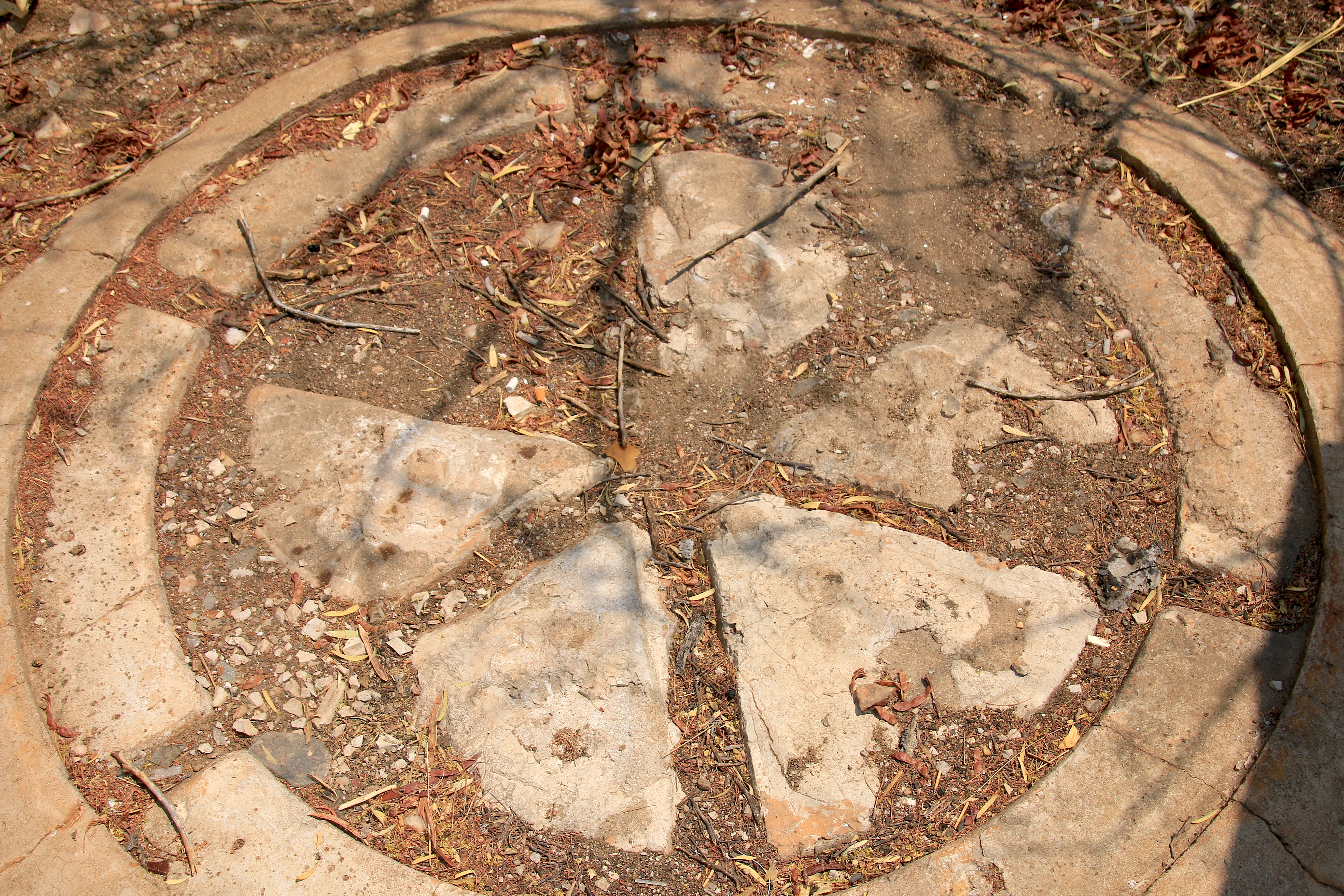
Fundament eines Funkmastens in Windhoek (2022 noch sichtbar)
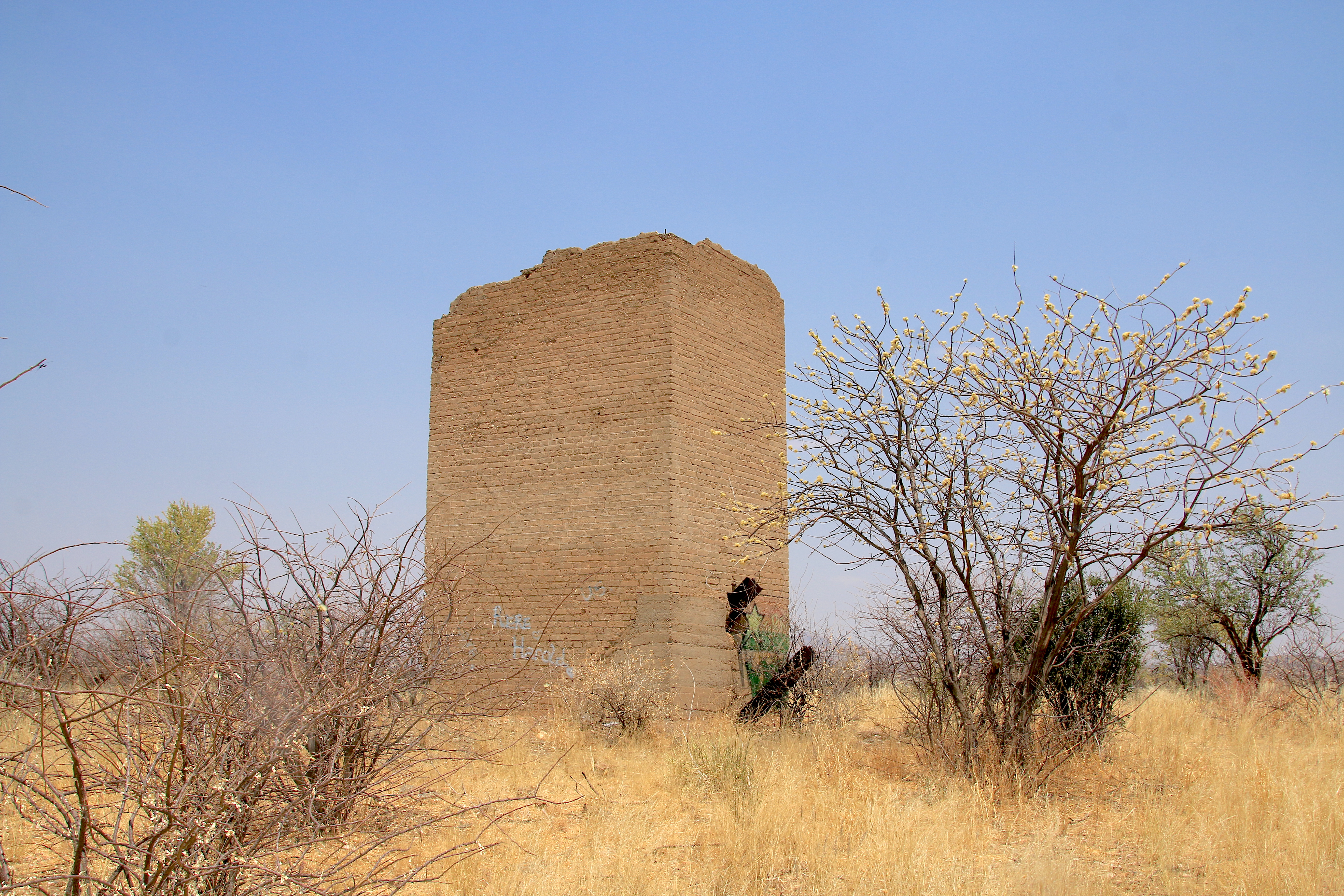
Abspannpunkt eines Funkmastens in Windhoek (2022 noch sichtbar)
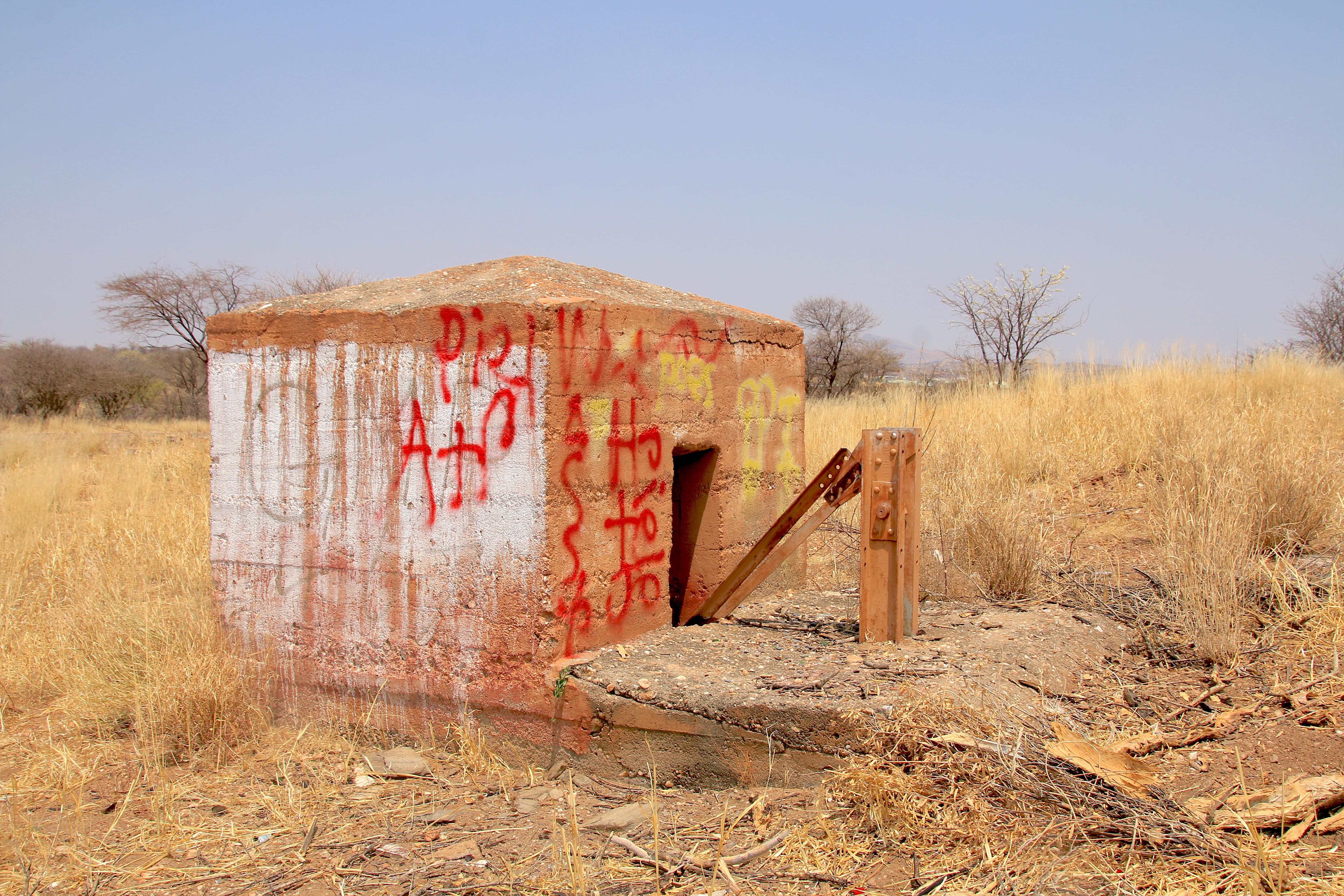
Ankerpunkt der oberen Abspannung des Funkmastens in Windhoek (2022 noch sichtbar)

## Küstenfunkstellen Lüderitzbucht und Swakopmund
Die Idee der Küstenfunkstellen war, nicht nur deutsche, sondern auch englische Schiffe, von denen wesentlich mehr als etwa deutsche Dampfer auf den Meeren unterwegs waren, zu bedienen. Die endgültige Entscheidung für die Standorte der Küstenfunkstellen fällte der Ingenieur Köhler von der Gesellschaft für drahtlose Telegraphie in Berlin, der am 5. August 1911 im Schutzgebiet eintraf. Nach „heftigen Diskussionen“ entschied man sich für einen Standort am Meer, um dort eine größere Reichweite zu den Schiffen auf See zu erreichen. Die militärischen Vertreter bevorzugten einen Standort im Landesinneren, um die Sicherheit der Stationen bei eventuellen Kriegsgeschehnissen zu gewährleisten.
Die Pläne der deutschen Funk-Telegraphie weckten auch das Interesse der britischen Admiralität. So bat Sir Murray von der Admiralty in Whitehall die Beamten im Außenministerium um eine Liste der deutschen Funkstationen in Übersee, die genaue Daten der Stationen beinhaltet.

„…giving the following details: name of stations, latitude and longitude, call letters, system power, wave lengths used, normal day radius of action in miles, and charges for messages.“

Hierbei wurde deutlich, wie wichtig diese Informationen für die britische Überseepolitik und die britischen Kolonien waren. Eine Liste mit den genauen Daten sandte Earl Granville aus Berlin an Edward Grey im Foreign Office am 11. September 1912. Auf dieser Liste waren:
| Name of Station (Name der Station) | Latitude and Longitude (Geokoordinaten)       | Call Letters (Rufzeichen) | Normal radius of action in kilometers (Einsatzradius in km) | Wave length in meters (Wellenlänge in m) |
| ---------------------------------- | --------------------------------------------- | ------------------------- | ----------------------------------------------------------- | ---------------------------------------- |
| Swakopmund                         | German S.W.Africa (not indicated)             | K.S.K.                    | 800 – 1000                                                  | 600                                      |
| Lüderitzbucht                      | German S.W.Africa 15° 10’ 50" E 26° 37’ 26" S | K.L.Ü                     | not indicate                                                | 600                                      |

Bis August 1912 wurden durch beide Stationen 8887 Worte übermittelt.
Da die Großfunkstation Windhoek im Juli / August 1914 nicht voll betriebsbereit war, kam den Küstenfunkstellen in Lüderitz und Swakopmund große Bedeutung zu. Sie konnten untereinander Nachrichten austauschen aber auch mit der kurz vor Kriegsbeginn in Lomé (Togo) eröffneten Station in Kontakt treten. Dabei war die Verbindung zwischen Lomé und Lüderitz oft besser als die zwischen Lomé und dem näher gelegenen Swakopmund. Eine erste Verbindung zwischen den Küstenfunkstellen und Lomé gelang am 27. Juni 1914. So trafen bereits am 1. und 2. August Warntelegramme aus Lomé mit dem Hinweis ein, man solle keine Häfen in Russland, Frankreich oder England anlaufen. Vom 4. zum 5. August kam aus Lomé die Meldung, dass England Deutschland den Krieg erklärt habe. Von den Küstenfunkstationen wurden anschließend alle erreichbaren deutschen Schiffe informiert. Zu ihnen zählte auch das deutsche Kanonenboot Eber, das seit Ende Juli in Kapstadt lag. Durch die Meldung verließ das Schiff den Hafen und traf am 1. August in Lüderitzbucht ein. Später liefen deutsche Schiffe neutrale brasilianische Häfen an.
Die beiden Küstenfunkstellen wurden auch dazu genutzt, den Funkverkehr der englischen und französischen Stationen auf dem Kontinent abzuhören. Die Nachrichten wurden mit denen der Großfunkstation Windhoek, die nur schwerlich Meldungen aus Nauen empfangen konnte, verglichen.

### Funkstation Swakopmund

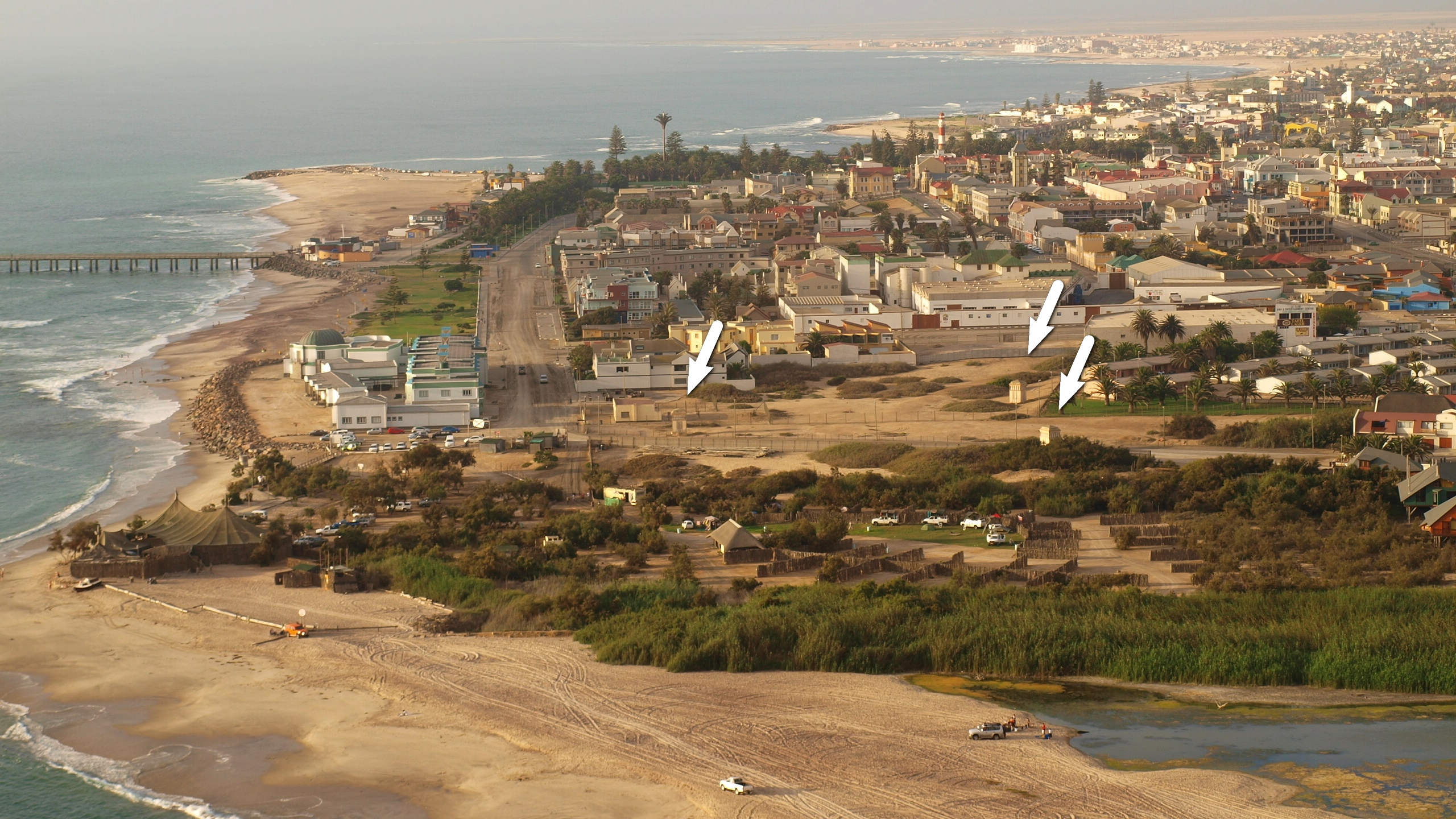
Die drei Ankertürmchen der Antennenanlage sind in Swakopmund bis heute erhalten

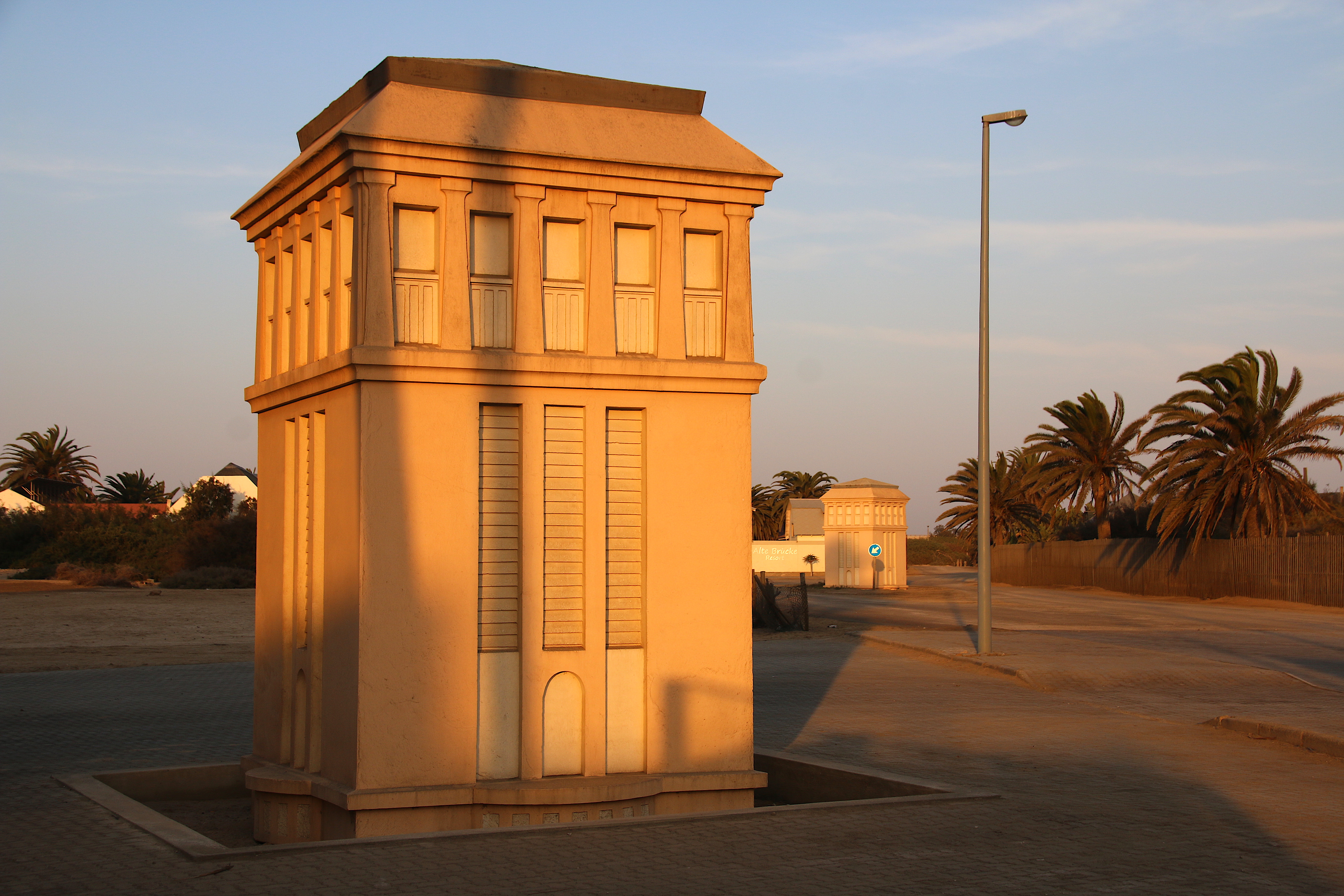
Zwei der drei Ankerpunkte des Sendemasts in Swakopmund

Die notwendigen Materialien für den Funkturm in Swakopmund kamen am 6. Oktober 1911 mit dem Dampfer Carl Woermann aus Deutschland an. Mit dem Baubeginn rechnete man Ende September 1911. Allerdings begannen die Arbeiten erst Anfang November 1911. Zweifel gab es hinsichtlich der beabsichtigten Stahlkonstruktion des Turmes, da in Swakopmund die Rostschäden aufgrund des hohen Salzgehaltes in der Luft sehr stark sind. Die Bauarbeiten wurden vor der festgesetzten Frist von Ende Februar 1912 fertiggestellt. Die erste Funktelegraphen-Station der Reichspost des Schutzgebietes war am 1. Februar fertiggestellt und wurde am 4. Februar 1912 in Swakopmund eröffnet. Die Station hatte eine Ausgangsleistung von 5 kW.
Mit der Funkanlage wurde eine Verbindung mit dem Dampfer Windhuk auf eine Entfernung von 2100 km geführt und mit dem Deutsch-Ostafrika-Liniendampfer Admiral wurde ein Kontakt auf 2500 km und später über eine Rekorddistanz von 3760 km aufgebaut.
Aufgrund der nahenden Unionstruppen wurde die Station in Swakopmund am 13. August 1914 abgebrochen. Bereits am 14. September bombardierten die Südafrikaner den noch stehenden Funkturm mit der Armadale Castle. Drei Ankertürmchen des Funkturms sind noch heute erhalten.

„Als Überbleibsel einer Funkstation, die im Ersten Weltkrieg von strategischer Bedeutung hätte sein können, stehen drei turmförmige Verankerungsfundamente an der Swakopmündung. An diesen Bauwerken waren die Drähte verankert, die den 86 Meter hohen Gitterturm der Station hielten. … Nach Ausbruch des Weltkrieges im August 1914 und nach dem Vordringen der Unionstruppen in Südwestafrika wurde der Funkmast zu einem strategischen Objekt. Kurz nachdem am 14. September der englische Hilfskreuzer ‚Armadale Castle‘ mehrere Schüsse auf den Sendemast abgefeuert hatte, die aber ihr Ziel verfehlten und ein Wohnhaus und einen Hühnerstall trafen, wurde der Funkmast von den Deutschen selbst gesprengt.“

### Funkstation Lüderitzbucht

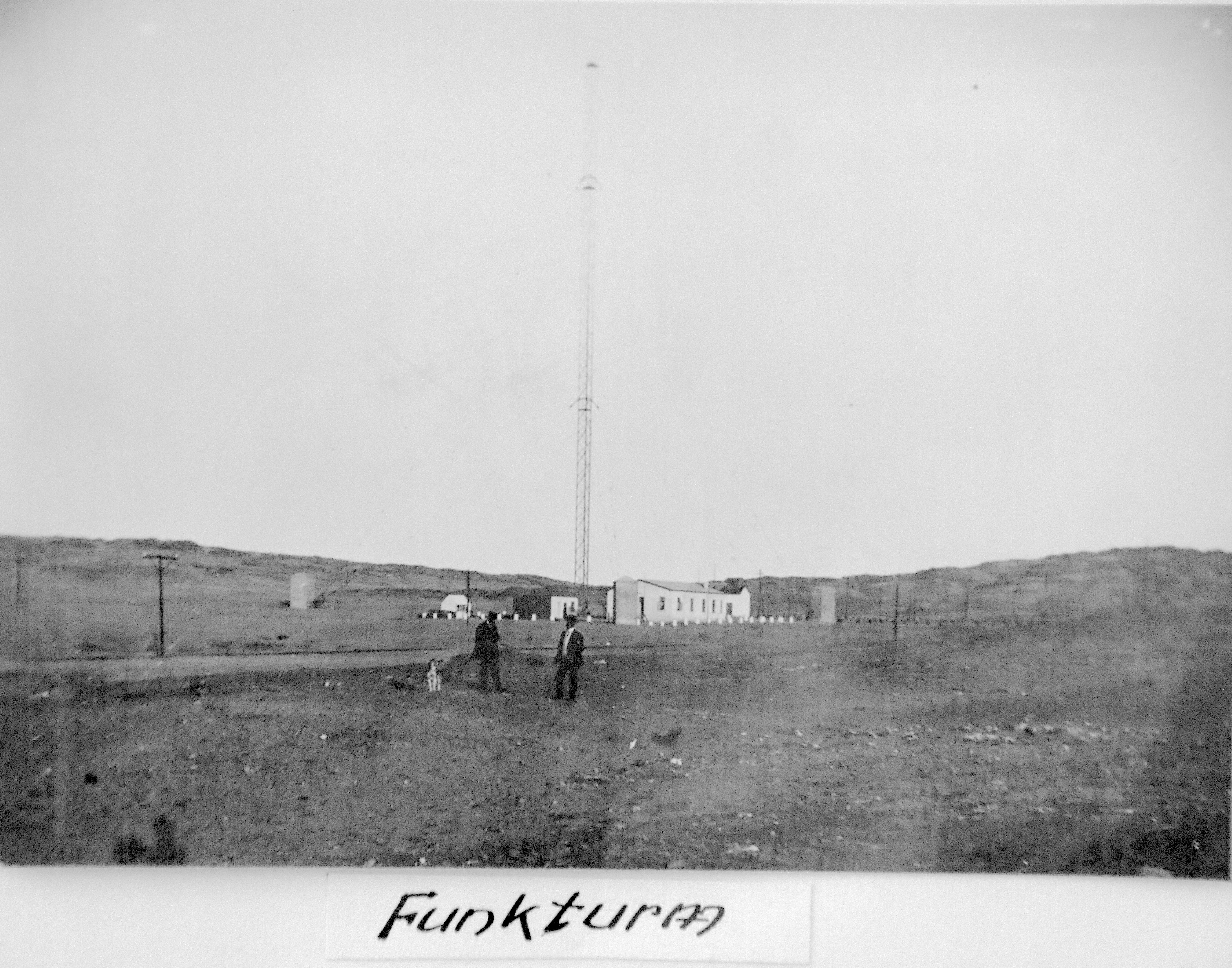
Funkturm Lüderitz um 1911

Als Standort für die Funkenstation in Lüderitzbucht (Lüderitz) entschied man sich nicht für die ursprünglich geplante Haifischinsel, sondern für einen Platz, der südlich von Roberthafen lag. Dort war genügend Platz für die Antennenabspannungen. Die Station von Lüderitzbucht glich der Anlage in Swakopmund, obwohl sie nicht von gleicher Stärke war. Die Reichs-Funktelegraphenanstalt in Lüderitzbucht ging am 3. Juni 1912 in Betrieb.
Die Station in Lüderitzbucht wurde am 8. August 1914 abgebaut und am 18. August 1914 erneut in Betrieb genommen. Nach der Beschießung des Funkturmes in Swakopmund am 14. September 1914 stellte man auch in Lüderitzbucht den Funkbetrieb ein und verschob die Geräte nach Aus. Die südafrikanischen Truppen landeten am 19. September in Lüderitzbucht, wo sie sofort das Postamt und die Signalstation besetzten.

## Ausweichfunkstation Aus
Zu Beginn des Ersten Weltkriegs in Südwestafrika bauten die Deutschen bei Aus eine Ersatzfunkstelle, da die Küstenfunkstelle in Lüderitzbucht am 14. September 1914 geräumt werden musste.  Aus war mit seiner Lage und seiner starken Befestigung gut geeignet um recht lange einer Belagerung standzuhalten. Der Funkbetrieb wurde in Aus bereits am 15. September aufgenommen. Nach einem Gedenkstein vor Ort wurde die Funkenstation im Dezember 1914 von Oberleutnant Brock eingeweiht. Die Allgemeine Zeitung (AZ Windhoek) veröffentlichte am 31. Mai 2018 eine Luftaufnahme vom Januar 1915 von der Funkenstation bei Aus.
In Der Erste Weltkrieg im Schutzgebiet steht:

„In Aus entstanden zwei Antennentürme mit einer Höhe von 50 m. Zwischen den Türmen wurde eine dreidrahtige T-Antenne aufgehängt. Die Station hatte fast eine ähnliche Leistung, wie die in Lüderitzbucht. Die Verständigung mit der englischen Funkstation Slangkop und mit der neu eingerichteten englischen Funkstation in Lüderitzbucht war einwandfrei. Die französische Station Tabou (Elfenbeinküste) war weniger deutlich hörbar als von der früheren Lüderitzbuchter Station. Gut verständlich hingegen waren die Schiffsfunkstationen an der angolanischen sowie an der südwestafrikanischen Küste und an der Ostküste im Indischen Ozean bis etwa zur Höhe von Durban. Die Aufgabe der Station in Aus war es, Pressenachrichten abzuhören und unchiffrierte englische Befehle umgehend an den Gouverneur zu funken. Außerdem ermöglichte sie einen schnellen Kontakt zur Unionsregierung nach Pretoria und zu den britisch-südafrikanischen Kommandostellen. So konnten Informationen über Gefangene ausgetauscht werden. Außerdem konnte die Station in Aus auch den Funkverkehr stören. Sie trug dazu bei, den Kontakt auf Strecken, auf denen die Telegraphenleitung durchbrochen war, per Funk über die Stationen Windhoek und Tsumeb wieder herzustellen. Die Station arbeitete relativ lange und wurde erst am 27. März 1915 durch die Schutztruppe abgebaut, nachdem sie den Ort geräumt hatte. Was nicht abtransportierbar war, wurde gesprengt. Ansonsten wurde der Rest nach Tsumeb gebracht.“

## Ausweichfunkstation Tsumeb
Die Landesfunkstation Tsumeb wurde mit Technik der abgebrochenen Küstenfunkstation Swakopmund und Teilen der Großfunkstation Windhoek errichtet. Der Bau begann am 14. September 1914 und wurde am 24. November 1914 abgeschlossen. Der 84 Meter hohe Funkturm wurde mit Strom von der Otavimine versorgt. Insbesondere während der Trockenzeit bestand eine gute Verbindung nach Aus sowie zur Militärfunkstation Ukamas, zur Elfenbeinküste und nach Guinea. Sie wurde als letzte Funkstation im Land am 6. Juli 1915 den Engländern übergeben.

## Mobile Funkstationen

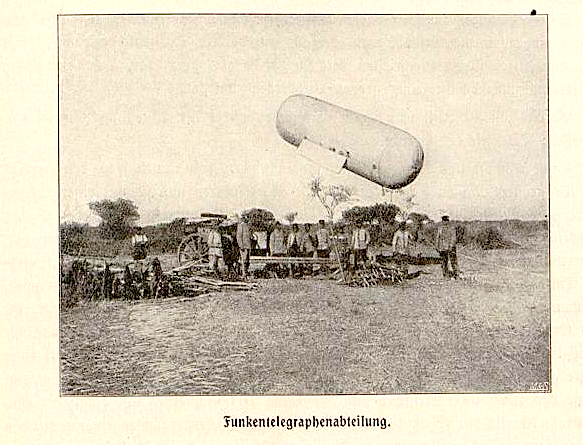
Funkentelegraphenabteilung in Deutsch-Südwestafrika mit einer Funkenstation und einem Ballon zum Aufzug der Drahtantenne

Schon während der Kriege gegen die Herero und Nama wurden Feldfunktelegraphensysteme der 1903 gegründeten Telefunken erstmals auch für die Kriegführung genutzt. Theodor Leutwein, dem Kommandeur der Kaiserlichen Schutztruppe und Gouverneur von Deutsch-Südwestafrika waren die Vorteile der drahtlosen Kommunikation bekannt, die gerade während des Krieges in dem weiten unwegsamen Land eine schnelle Kommandoweitergabe und Koordination der Truppe ermöglichte. Die Funkentelegraphie ermöglichte es bei fast jedem Wetter, sich zu jeder Tageszeit zu verständigen. Auch zeigte sich, dass die neue Technologie wesentlich zeitsparender war, als die Heliographie. Auf der rund 500 km langen Heliographen-Strecke Windhuk – Keetmanshoop lagen 11 Zwischenstationen. In der Minute können nur zwei Wörter weitergegeben werden. Dreißig Worte von Gibeon nach Windhuk (300 km) zu schicken kostete somit 5–6 Stunden Zeit. Der Funkentelegraph gab 5 Worte in der Minute bis 100 km oder weiter und er brauchte nicht auf einem Hügel errichtet zu werden. Selbsttätig nahm er auch bei Abwesenheit der Bedienung Nachrichten auf und schrieb sie nieder. Eine Unterbrechung des Betriebs trat nur bei schweren Gewittern ein. Dagegen konnten die Herero aus Mangel an geeigneten Apparaten den Funkentelegraphen-Verkehr nicht stören. Das neue Kommunikationsmittel bot den Truppen ein großes Maß an Flexibilität und Schnelligkeit.
Am 31. Mai 1904 landete das Luftschifferbataillon nach einer einmonatigen Schiffspassage an Bord des Dampfers „Herzog“ zusammen mit der Maschinengewehr-Abteilung in Swakopmund. Die Truppe bestand aus vier Offizieren, vier Unteroffizieren und 27 Funkern, die in Südwestafrika erstmals für die Kriegführung herangezogen wurden. Zur Ausrüstung zählten drei mobile Funkstationen. Die Station 1 war auf einem Karren und bestand aus einem Apparate-, einem Motor- und einem Gerätekarren. Sie war die neueste der drei für Südwestafrika bestimmten Stationen. Station 2 hingegen war eine Wagenstation, die 1900 von Siemens & Halske in Berlin gebaut wurde. Im Winter 1903/1904 wurde sie umgebaut und mit dem Telefunkensystem ausgestattet. Auch Station 3 befand sich auf einem Wagen, der 1902 von Siemens & Halske in Berlin gebaut wurde und später umgerüstet wurde. Die Funkkarre wurde mit acht Ochsen, die Funkwagen mit 20 Ochsen bespannt. Für zusätzliche Ausrüstungsgegenstände erhielt jede Station noch einen weiteren Ochsenwagen. Der Transport dieser komplexen Ausrüstung war zeitaufwendig und schwierig.
Die Stationen waren für zwei Wellen ausgerüstet; für 350 m und für 875 m. Der Luftdraht wurde bei genügend Wind an einem 2,10 m großen Drachen angebracht, ansonsten an kleinen Ballons. Die Füllung betrug meistens zwei Flaschen Wasserstoff mit 52 kg Gewicht. Der Wasserstoff wurde in Bitterfeld hergestellt. Als elektrisches Gegengewicht benutzte man ein Kupferdrahtnetz, das beim Transport zusammengerollt wurde. Innerhalb von 10 bis 15 Minuten konnte eine Station aufgebaut und in Betrieb genommen werden.